# Sozialbetreuungsberuf
Als Sozialbetreuungsberuf werden in Österreich bestimmte Assistenzberufe bezeichnet, deren Angehörige mit unterschiedlichen Qualifikationen und Schwerpunkten in der Pflege, Betreuung und Hauswirtschaft tätig sind. Dazu gehören Diplom-Sozialbetreuer, Fach-Sozialbetreuer und Heimhelfer. Die bundesgesetzlich geregelten Ausbildungen werden an Fachschulen durchgeführt.

## Sozialbetreuer

### Ausbildung
Als Ausbildungszweige für Sozialbetreuer (SOB) sind die Bereiche Altenarbeit (A), Behindertenarbeit (BA) und Behindertenbegleitung (BB) vorgesehen; der Bereich Familienarbeit (F) ist den Diplom-Sozialbetreuern vorbehalten. Die Ausbildungsdauer richtet sich danach, ob ein Fach- oder Diplom-Abschluss angestrebt wird.
Mit Ausnahme des Ausbildungszweiges Behindertenbegleitung ist die Qualifikation als Pflegehelfer gemäß Gesundheits- und Krankenpflegegesetz (GuKG) enthalten.
Angehende Fach- bzw. Diplom-Sozialbetreuer der Ausbildungsrichtung Behindertenbegleitung (sowie Heimhelfer) absolvieren stattdessen das Ausbildungsmodul „Unterstützung bei der Basisversorgung“, dessen Inhalte dem Curriculum für Pflegehilfe entnommen sind. Das Modul sieht unter anderem weniger Unterrichtseinheiten im Fach Medikamentenlehre vor, da die Angehörigen dieser Berufsgruppen nur bei der oralen Verabreichung von Arzneimitteln behilflich sind, aber keine Insulininjektionen durchführen dürfen. Ergänzt wird die theoretische Ausbildung durch ein Praktikum von 40 Stunden in einer Behindertenbetreuungseinrichtung oder einem Pflegeheim. Dabei werden die Auszubildenden von diplomierten Gesundheits- und Krankenpflegepersonen angeleitet und beaufsichtigt.

### Allgemeines Tätigkeitsfeld
Sozialbetreuer wirken bei der Gestaltung der Lebenswelt von alten und gesundheitlich oder anderweitig beeinträchtigten Menschen mit, um deren Lebensqualität zu erhalten oder zu erhöhen. Dazu erfassen sie die aktuelle Lebenssituation ihrer Klienten, führen bestimmte Maßnahmen durch, begleiten und helfen mit dem Wissen um die Problematik eines Lebens mit Beeinträchtigungen.

### Fortbildungspflicht
Sozialbetreuer sind ungeachtet ihres Abschlusses verpflichtet, 32 Stunden Fortbildung innerhalb von zwei Jahren zu absolvieren.

### Diplom-Sozialbetreuer
Die Ausbildung zum Diplom-Sozialbetreuer dauert drei Jahre bei einem Umfang von 3600 Stunden, davon 1800 Unterrichtseinheiten Theorie und 1800 Stunden Praxis.
Die jeweiligen Abschlüsse richten sich nach dem Ausbildungsschwerpunkt:
- Diplom-Sozialbetreuer A (Altenarbeit)
- Diplom-Sozialbetreuer F (Familienarbeit)
- Diplom-Sozialbetreuer BA (Behindertenarbeit)
- Diplom-Sozialbetreuer BB (Behindertenbegleitung).

Im Vergleich zum Fach-Sozialbetreuer haben Diplom-Sozialbetreuer einen größeren Aufgaben- und Verantwortungsbereich:
Sie nehmen neben den allgemeinen Tätigkeiten unter anderen konzeptuelle und planerische Aufgaben wahr, koordinieren den Einsatz anderer Personen, die bei der Sozialbetreuung mitwirken, und leiten sie bei Bedarf fachlich an. Ihre Qualifikation befähigt sie, an der fachlichen Weiterentwicklung des Dienstleistungsangebotes der eigenen Organisation oder Einrichtung mitzuwirken und Maßnahmen der Qualitätsentwicklung durchzuführen.

### Fach-Sozialbetreuer
Die zweijährige Ausbildung umfasst 1200 Unterrichtseinheiten Theorie und 1200 Stunden Praxis. Die jeweiligen Abschlüsse richten sich nach dem Ausbildungsschwerpunkt:
- Fach-Sozialbetreuer A
- Fach-Sozialbetreuer BA
- Fach-Sozialbetreuer BB.

## Heimhelfer
Die Ausbildung zum Heimhelfer erfolgt als Lehrgang mit 200 Unterrichtseinheiten Theorie und 200 Stunden Praktika. Mit dem Abschluss ist der Heimhelfer berechtigt, Unterstützung bei der Basisversorgung auszuüben.
Innerhalb von zwei Jahren müssen 16 Stunden Fortbildung absolviert werden.

## Rechtliche Grundlagen
- Vereinbarung gemäß Art. 15a B-VG zwischen dem Bund und den Ländern über Sozialbetreuungsberufe[3]
- Anlage 1: Ausbildung und Tätigkeitsbereiche  der Sozialbetreuungsberufe[1]
- Anlage 2: Ausbildungsmodul „Unterstützung bei der Basisversorgung“[2]